# Orimarga funerula
Orimarga funerula är en tvåvingeart som beskrevs av Alexander 1929. Orimarga funerula ingår i släktet Orimarga och familjen småharkrankar.
Artens utbredningsområde är Peru. Inga underarter finns listade i Catalogue of Life.